# Audra McDonald
Audra Ann McDonald (Berlijn, 3 juli 1970) is een Amerikaans actrice en zangeres. Ze won in zowel 1994 (voor haar hoofdrol als Carrie Pipperidge Snow in de musical Carousel), 1996 (als Sharon Graham in het toneelstuk Master Class), 1998 (als Sarah in de musical Ragtime), 2004 (als Ruth Younger in het toneelstuk A Raisin in the Sun) als 2012 (als Bess in de musical Porgy and Bess) een Tony Award. Daarnaast werd McDonald in zowel 2001 (bijrol in de televisiefilm Wit), 2008 (bijrol in de televisiefilm A Raisin in the Sun) als 2013 (voor de aflevering Rodgers & Hammerstein's Carousel van het musicalprogramma Live from Lincoln Center) genomineerd voor een Primetime Emmy Award. Ook werd ze in 2013 samen met de gehele cast van het album The Gershwins' Porgy And Bess: New Broadway Cast Recording genomineerd voor een Grammy Award.

## Filmografie
*Exclusief 5+ televisiefilms
- Beauty and the Beast (2017)
- Ricki and the Flash (2015)
- Rampart (2011)
- The Best Thief in the World (2004)
- It Runs in the Family (2003)
- Cradle Will Rock (1999)
- The Object of My Affection (1998)
- Seven Servants (1996)

## Televisieseries
*Exclusief eenmalige gastrollen
- The Gilded Age - Dorothy Scott (2022, acht afleveringen)
- Great Performances - Verschillende (2007-2013, twee afleveringen)
- Sesame Street - zangstem Chicken (2012-2013, drie afleveringen)
- Private Practice - Naomi Bennett (2007-2013, 77 afleveringen)
- Kidnapped - Jackie Hayes (2006-2007, drie afleveringen)
- The Bedford Diaries - Carla Bonatella (2006, acht afleveringen)
- Mister Sterling - Jackie Brock (2003, negen afleveringen)
- Law & Order: Special Victims Unit - Audrey Jackson (2000, twee afleveringen)

## Discografie
*Alleen solo-albums vermeld
- Go Back Home (2013)
- Build a Bridge (2006)
- Happy Songs (2005)
- How Glory Goes (2000)
- Way Back to Paradise (1998)

## Privé
McDonald trouwde in 2012 met acteur Will Swenson, haar tweede echtgenoot. Ze was van 2000 tot en met 2009 al eens getrouwd met acteur Peter Donovan, maar dat huwelijk eindigde in een scheiding. Samen met hem kreeg ze in 2001 dochter Zoe Madeline.

## Wetenswaardigheden
- McDonald won in 1998 als 28-jarige haar derde Tony Award en werd daarmee de jongste acteur ooit die dit presteerde.
- McDonald werd geboren in Duitsland, maar groeide op in Fresno.
- McDonald studeerde in 1993 af aan de Juilliard School.

- Biblioteca Nacional de España: XX4805978
- Bibliothèque nationale de France: cb140010390 (data)
- CiNii: DA11390097
- Gemeinsame Normdatei: 135000378
- International Standard Name Identifier: 0000 0000 8121 0245
- Library of Congress Control Number: no97062348
- MusicBrainz: 485ae838-05a9-49d0-9421-6ccfb203f17b
- Nationale Bibliotheek van Tsjechië: xx0171039
- Nationale Bibliotheek van Israël: 987007306164705171
- Nationale Bibliotheek van Polen: a0000001247647
- Nederlandse Thesaurus van Auteursnamen: 303584319
- SNAC: w6k9688c
- Système universitaire de documentation: 155142046
- Virtual International Authority File: 42036393
- WorldCat: E39PBJdRBMrqC8CJxXqjrYWFKd